# Johannes Grönland
Johannes Grönland, auch Groenland, in Frankreich auch Jean Groenland (* 8. April 1824 in Altona, Herrschaft Pinneberg; † 13. Februar 1891 in Dahme/Mark, Provinz Brandenburg) war ein deutscher Botaniker (Bryologe, Lichenologe), Gärtner und Mikroskopiker. Sein offizielles botanisches Autorenkürzel lautet „Groenland“.

## Leben
Grönland war der Sohn eines Organisten und Musiklehrers und ging in die Apothekerlehre in Altona, wo ihn Karl Moritz Gottsche in die Bryologie einführte. Später arbeitete er als Apotheker in Jena, wo er auch Vorlesungen von Matthias Jacob Schleiden über Botanik hörte. 1849 kämpfte er in der Schleswig-Holsteinischen Erhebung gegen Dänemark. Nach dem Friedensschluss blieb er bis 1853 als Apotheker in Schleswig-Holstein und studierte daneben die heimische Flora und veröffentlichte über das Gewöhnliche Seegras (Zostera marina).
Er ging danach als Assistent des Gärtners Louis de Vilmorin nach Paris. Für diesen gab er später mit Theodor Rümpler eine deutsche Ausgabe von dessen Gärtner-Handbuch heraus. Er wurde vom Botaniker Jacques Étienne Gay protegiert und in die Botaniker-Kreise in Paris eingeführt. Grönland lebte und arbeitete in Paris fast zwanzig Jahre als Botaniker. Er war Mitarbeiter der Revue horticole und Gründungsmitglied der französischen botanischen Gesellschaft, 1858 wurde er Mitglied der Leopoldina.
Grönland war für Züchtungsversuche bekannt, besonders von Hybriden der Walch-Gräser (Aegilops) und des Weizens, zur Klärung der damals aktuellen Forschungsfrage des Ursprungs des Weizens. Die Versuche dazu führte er bei den Vilmorins und später am Jardin des Plantes aus.  Er stellte mikroskopische botanische Präparate für den Handel her und schrieb mit Kollegen über deren Anfertigung ein Lehrbuch, das damals ein Standardwerk der Mikroskopie war. Er forschte besonders über Lebermoose, Seegräser und Sonnentau, dessen Drüsen er mikroskopisch untersuchte.
Im Deutsch-Französischen Krieg verließ er 1871 Frankreich nach der Belagerung von Paris und zog nach Dahme, wo er 19 Jahre lang Professor an der landwirtschaftlichen Lehranstalt und an der agrikulturchemischen Versuchsstation war. Grönland war nach seiner Rückkehr nach Deutschland im Botanischen Verein der Provinz Brandenburg aktiv.

## Ehrungen
Die Gattung Groenlandia der Laichkrautgewächse ist ihm zu Ehren benannt.

## Schriften
- Mémoire sur la germination de quelques hépatiques. Annales des sciences naturelles, 1854
- mit R. Balansa: Considérations sur la structure de quelques espèces du genre Holcus. Bull. Soc. Bot. France 1855
- Note sur l’Holcus setiger. Bull. Soc. Bot. France, 1855
- Note sur les organes glanduleux du genre Drosera. Annales des sciences naturelles, Botanique, 1856
- mit Louis Vilmorin: Note sur l’hybridation du genre Aegilops. Bull. Soc. Bot. France 1856 (und weitere Aufsätze dazu, unter anderem in Pringsheims Jahrbüchern für wissenschaftliche Botanik 1858, Bull. Soc. Bot. France 1861)
- mit Moritz Willkomm: Atlas d’histoire naturelle illustrée: Végétaux. J. F. Schreiber 1870
- mit Maxime Cornu, Gabriel Rivet: Des préparations microscopiques tirées du règne végétal. Paris 1872, Online
- mit Theodor Rümpler u. a. (Hrsg. und Bearbeiter): Vilmorin’s illustrierte Blumengärtnerei. 3 Teile. Berlin: Wiegandt, Hempel & Parey, 1873 bis 1875 (deutsche Übersetzung und Bearbeitung von Louis Vilmorin, Andrieux u. a., Les fleurs de pleine terre)
- mit G. Fittbogen, G. Fraude: Untersuchungen über den Verbrauch und die Ablagerung der Reservestoffe in der Kartoffelknolle. Landwirtschaftliche Jahrbücher 1876